# Puerto Rico az 1960. évi nyári olimpiai játékokon
Puerto Rico az olaszországi Rómában megrendezett 1960. évi nyári olimpiai játékok egyik részt vevő nemzete volt. Az országot az olimpián 6 sportágban 27 sportoló képviselte, akik érmet nem szereztek.

## Atlétika
Férfi
| Versenyző                                                      | Versenyszám     | Előfutam | Előfutam | Negyeddöntő | Negyeddöntő | Elődöntő | Elődöntő | Döntő   | Döntő    |
| Versenyző                                                      | Versenyszám     | Idő      | Hely.    | Idő         | Hely.       | Idő      | Hely.    | Idő     | Helyezés |
| -------------------------------------------------------------- | --------------- | -------- | -------- | ----------- | ----------- | -------- | -------- | ------- | -------- |
| Ramón Vega                                                     | 200 m           | 21,8     | 4.       | kiesett     | kiesett     | kiesett  | kiesett  | kiesett | kiesett  |
| German Guenard                                                 | 400 m           | 47,3     | 1.       | 47,2        | 5.          | kiesett  | kiesett  | kiesett | kiesett  |
| Iván Rodríguez                                                 | 400 m           | 49,6     | 5.       | kiesett     | kiesett     | kiesett  | kiesett  | kiesett | kiesett  |
| Ovidio de Jesús José Luis Villalongo Ramón Vega German Guenard | 4 × 400 m váltó | 3:13,9   | 5.       |             | kiesett     | kiesett  | kiesett  | kiesett |          |

| Versenyző     | Versenyszám | Selejtező | Selejtező | Döntő    | Döntő    |
| Versenyző     | Versenyszám | Eredmény  | Helyezés  | Eredmény | Helyezés |
| ------------- | ----------- | --------- | --------- | -------- | -------- |
| Rolando Cruz  | Rúdugrás    | 440 cm    | =8.       | 455 cm   | 4.       |
| Pedro Camacho | Hármasugrás | 14,21 m   | 37.       | kiesett  | kiesett  |

## Kosárlabda
| Puerto Ricó-i férfi kosárlabdacsapat-játékoskeret                                             | Puerto Ricó-i férfi kosárlabdacsapat-játékoskeret                                           |
| --------------------------------------------------------------------------------------------- | ------------------------------------------------------------------------------------------- |
| - Juan Ramón Báez - César Bocachica - Ángel Cancel - Toñín Casillas - José Cestero - Teo Cruz | - Evelio Droz - John Moráles - Johnny Rodríguez - José Santori - Rafael Valle - Juan Vicéns |

### Eredmények
Csoportkör
C csoport
| Csapat            | M | Gy | V | P+  | P–  | Pk  |
| ----------------- | - | -- | - | --- | --- | --- |
| Brazília (BRA)    | 3 | 3  | 0 | 213 | 198 | +15 |
| Szovjetunió (URS) | 3 | 2  | 1 | 220 | 170 | +50 |
| Mexikó (MEX)      | 3 | 1  | 2 | 189 | 210 | –21 |
| Puerto Rico (PUR) | 3 | 0  | 3 | 199 | 243 | –44 |

| 1960. augusztus 26. 20:00 | Brazília (BRA) | 75 – 72 | Puerto Rico (PUR) |  |
| 1960. augusztus 26. 20:00 | (33 – 35)      |         |                   |  |

| 1960. augusztus 27. 14:30 | Mexikó (MEX) | 68 – 64 | Puerto Rico (PUR) |  |
| 1960. augusztus 27. 14:30 | (34 – 26)    |         |                   |  |

| 1960. augusztus 29. 23:00 | Szovjetunió (URS) | 100 – 63 | Puerto Rico (PUR) |  |
| 1960. augusztus 29. 23:00 | (36 – 29)         |          |                   |  |

A 9–15. helyért
G csoport
| Csapat               | M | Gy | V | P+  | P–  | Pk  |
| -------------------- | - | -- | - | --- | --- | --- |
| Magyarország (HUN)   | 2 | 2  | 0 | 165 | 150 | +15 |
| Fülöp-szigetek (PHI) | 2 | 1  | 1 | 152 | 161 | –9  |
| Puerto Rico (PUR)    | 2 | 0  | 2 | 160 | 166 | –6  |

| 1960. szeptember 1. 16:00 | Fülöp-szigetek (PHI) | 82 – 80 | Puerto Rico (PUR) |  |
| 1960. szeptember 1. 16:00 | (41 – 42)            |         |                   |  |

| 1960. szeptember 2. 9:00 | Magyarország (HUN) | 84 – 80 | Puerto Rico (PUR) |  |
| 1960. szeptember 2. 9:00 | (39 – 37)          |         |                   |  |

A 13–15. helyért
| 1960. szeptember 7. 10:00 | Puerto Rico (PUR) | 75 – 65 | Spanyolország (ESP) |  |
| 1960. szeptember 7. 10:00 | (39 – 27)         |         |                     |  |

| 1960. szeptember 9. 10:00 | Puerto Rico (PUR) | 93 – 73 | Japán (JPN) |  |
| 1960. szeptember 9. 10:00 | (46 – 32)         |         |             |  |

| Csapat              | M | Gy | V | P+  | P–  | Pk  |
| ------------------- | - | -- | - | --- | --- | --- |
| Puerto Rico (PUR)   | 2 | 2  | 0 | 168 | 138 | +30 |
| Spanyolország (ESP) | 2 | 1  | 1 | 131 | 139 | –8  |
| Japán (JPN)         | 2 | 0  | 2 | 137 | 159 | –22 |

| Csapat            | Helyezés |
| ----------------- | -------- |
| Puerto Rico (PUR) | 13.      |

## Sportlövészet
Férfi
| Versenyző        | Versenyszám          | Selejtező | Selejtező  | Selejtező  | Döntő   | Döntő    |
| Versenyző        | Versenyszám          | Csoport   | Pont       | Helyezés   | Pont    | Helyezés |
| ---------------- | -------------------- | --------- | ---------- | ---------- | ------- | -------- |
| Leon Lyon        | Gyorstüzelő pisztoly |           |            |            | 558     | 40.      |
| Miguel Barasorda | Szabadpisztoly       | A         | 349        | 15.        | 522     | 39.      |
| Fred Guillermety | Szabadpisztoly       | B         | 339        | 23.        | 513     | 48.      |
| Xavier Zequeira  | Trap                 |           | nincs adat | nincs adat | kiesett | kiesett  |

## Súlyemelés
| Versenyző       | Versenyszám | Nyomás   | Nyomás   | Szakítás | Szakítás | Lökés    | Lökés    | Összesen | Helyezés |
| Versenyző       | Versenyszám | Eredmény | Helyezés | Eredmény | Helyezés | Eredmény | Helyezés | Összesen | Helyezés |
| --------------- | ----------- | -------- | -------- | -------- | -------- | -------- | -------- | -------- | -------- |
| Fernando Báez   | 56 kg       | 100,0    | =2.      | 80,0     | 21.      | 110,0    | =16.     | 290,0    | 15.*     |
| Fernando Torres | 82,5 kg     | 120,0    | =12.     | 117,5    | 14.      | 152,5    | =12.     | 390,0    | 11.**    |

* - egy másik versenyzővel azonos eredményt ért el

** - két másik versenyzővel azonos eredményt ért el

## Úszás
Férfi
| Versenyző      | Versenyszám | Előfutam | Előfutam | Előfutam | Döntő   | Döntő    |
| Versenyző      | Versenyszám | Idő      | Hely.    | Össz.    | Idő     | Helyezés |
| -------------- | ----------- | -------- | -------- | -------- | ------- | -------- |
| Robert Chenaux | 400 m gyors | 5:24,6   | 7.       | 39.      | kiesett | kiesett  |

## Vívás
Női
| Versenyző    | Versenyszám | Csoportkör | Csoportkör | Csoportkör        | Csoportkör  | Csoportkör        | Csoportkör | Csoportkör        | Csoportkör | Helyezés    |
| Versenyző    | Versenyszám | 1. kör | 1. kör     | Negyeddöntő       | Negyeddöntő | Elődöntő          | Elődöntő   | Döntő             | Döntő      | Helyezés    |
| Versenyző    | Versenyszám | Ellenfél Eredmény | Hely.      | Ellenfél Eredmény | Hely.       | Ellenfél Eredmény | Hely.      | Ellenfél Eredmény | Hely.      | Helyezés    |
| ------------ | ----------- | --- | ---------- | ----------------- | ----------- | ----------------- | ---------- | ----------------- | ---------- | ----------- |
| Gloria Colón | Tőr, egyéni | 9. csoport · Alekszandra Zabelina (URS) · 4-2 · Harriet King (USA) · 4-3 · Catherine Delbarre (FRA) · 0-4 · Helga Mees (EUA) · 1-4 · Sioe Gouw Pau (INA) · 1-4 · Danny van Rossem (NED) · nem vívtak | 5.         | kiesett           | kiesett     | kiesett           | kiesett    | kiesett           | kiesett    | helyezetlen |